# Itziar Esparza i Pallarés
Itziar Esparza i Pallarés (Lleida, 28 d'octubre de 1974) és una nedadora catalana.
Especialitzada en proves de mig fons, va competir amb el Club Natació Lleida amb el qual va ser dues vegades campiona de Catalunya en 400 m lliure i quatre d'Espanya en 400 m i 800 m lliure. L'any 1994 va fitxar pel Real Canoe NC, completant la seva carrera amb disset títols més de campiona d'Espanya i cinc rècords nacionals. Internacional en cinquanta-sis ocasions, va participar en els Jocs Olímpics de Barcelona 1992 i Atlanta 1996 en les proves de 400 i 800 m lliure, retirant-se poc després. Posteriorment, ha exercit d'entrenadora de natació en categories de formació al Club Natació Natació Reus Ploms. Entre d'altres reconeixement, va rebre la medalla d'argent (1994) i la d'or (1996) de serveis distingits per la Reial Federació Espanyola de Natació.

## Palmarès
Campionat de Catalunya
- 1 Campionat de Catalunya d'estiu en 400 m lliures: 1993
- 1 Campionat de Catalunya d'hivern en 400 m lliures: 1993

Campionat d'Espanya
- 3 Campionat d'Espanya d'estiu en 200 m lliures: 1994, 1995, 1996
- 4 Campionat d'Espanya d'estiu en 400 m lliures: 1993, 1994, 1995, 1996
- 4 Campionat d'Espanya d'estiu en 800 m lliures: 1993, 1994, 1995, 1996
- 2 Campionat d'Espanya d'hivern en 200 m lliures: 1995, 1996
- 3 Campionat d'Espanya d'hivern en 400 m lliures: 1993, 1994, 1995, 1996
- 4 Campionat d'Espanya d'hivern en 800 m lliures: 1993, 1994, 1995, 1996